# 久慈サンピア日立
久慈サンピア日立（くじさんぴあひたち）は茨城県日立市にある宿泊保養施設。
かつては厚生年金休暇センターウェルサンピア日立であったが2009年12月に指定管理者を決定、2010年4月21日に久慈サンピア日立として新たにオープンした。宿泊施設や集宴会、レストラン、日帰り入浴施設などの施設を備えている。
また、隣接する久慈サンピア日立スポーツセンターには、テニスコート、体育館、プール、スケート場の設備があり、プールは夏季の7月17日から8月29日のみ、スケート場は冬季の10月2日から4月3日のみの営業していた。
東日本大震災により、アイススケートの設備が復旧不可能となりスケートリンクが閉鎖。
これにより、茨城県内のアイススケートリンクは、笠松運動公園屋内水泳プール兼アイススケート場のみとなる。

## 所在地
- 茨城県日立市みなと町6－1
- 日立南太田IC車で7分